# Hans-Georg Fernis
Hans-Georg Fernis (* 24. August 1910 in Halle (Saale); † 9. Oktober 1996 in Bad Kreuznach) war ein deutscher Historiker und Schulleiter.

## Leben
Fernis studierte von 1929 bis 1935 in Heidelberg, Berlin und Bonn Geschichte, Deutsch und Latein. Er wurde 1934 bei Fritz Kern promoviert. Nach dem I. Staatsexamen 1935 leistete er den einjährigen Vorbereitungsdienst am Beethoven-Gymnasium Bonn.
Seine Habilitation erfolgte 1942. Als Assistent und Dozent wirkte er an der Reichsuniversität Straßburg. 1943 diente er in der Wehrmacht als Leutnant. Nach 1945 wurde er Lehrer in Rheinland-Pfalz, 1950 in Neustadt an der Weinstraße (Haardt). Er leitete ab 1951 als Oberstudiendirektor das Gymnasium in Birkenfeld und ab 1959 das Gymnasium am Kurfürstlichen Schloss in Mainz.
Er begründete 1952 den Landesverband Rheinland-Pfalz des Verbandes der Geschichtslehrer Deutschlands, den er bis 1974 leitete. Von 1967 bis 1972 amtierte er als Bundesvorsitzender des Verbandes. In seinem Bundesland beeinflusste er stark die Lehrpläne. Dabei wandte er sich 1951 gegen die Behandlung der Zeitgeschichte im Geschichtsunterricht, weil noch keine objektive historische Sicht möglich sei. Auch wehrte er nach 1960 die Integration des Geschichtsunterrichts in ein Integrationsfach Gemeinschaftskunde ab. Fernis war beim Frankfurter Diesterweg Verlag Herausgeber und Autor des verbreiteten Geschichtslehrbuches für die Ober- und Mittelstufe Grundzüge der Geschichte.
Sein Enkel Philipp Fernis ist Politiker.

## Schriften (Auswahl)
- Die Flottennovellen im Reichstag 1906–1912, Stuttgart 1934 (Bonner Dissertation)
- Ewig nimmer gegen’s Reich: Schweizer Bekenntnisse aus sechs Jahrhunderten, Grenze und Ausland 1942
- Die neueste Zeit im Geschichtsunterricht (1918–1945), in: GWU 2, 1951, S. 590 ff
- Mit Paul Georg Schneider: Landesgesetz über die Schulen in Rheinland-Pfalz. Kommentar, 2. Aufl. 1979